# Distrikt Kayunga
Kayunga ist ein Distrikt in Zentral-Uganda. Hauptstadt ist die gleichnamige Stadt Kayunga.

## Geografie
Der Distrikt Kayunga grenzt im Norden an den Distrikt Amolatar, im Nordosten an den Distrikt Buyende, im Osten an den Distrikt Kamuli, im Südosten an den Distrikt Jinja und im Süden an den Distrikt Buikwe, im Westen an den Distrikt Luwero, im Nordwesten an den Distrikt Nakasongola. Die Hauptstadt Kayunga liegt etwa 74 Kilometer nordöstlich von Kampala und wird durch eine Allwetter-Asphaltstraße verbunden. Die Landmasse des Distrikts beträgt ca. 1587,8 Quadratkilometer.

## Geschichte
Der Distrikt Kayunga entstand im Dezember 2000 aus dem Distrikt Mukono.
Im September 2009 versuchte sich Kayunga vom traditionellen Königreich Buganda abzuspalten. Als der König versuchte die Region zu besuchen, verwehrte die ugandischen Regierung ihm dies, was zu Unruhen in Kampala führte. Dabei wurden insgesamt dreißig Menschen getötet.

## Bevölkerungsentwicklung
Laut der Volkszählung von 1991 hatte der Distrikt eine Bevölkerung von etwa 236.200 Einwohnern. Während der Volkszählung von 2002 hatte Kayunga eine Gesamtbevölkerung von ungefähr 294.600 Einwohnern. Im Jahr 2012 wurde die Kreisbevölkerung auf etwa 358.700 Einwohner geschätzt. Laut der Volkszählung von 2014 betrug die Einwohnerzahl der Kayunga etwa 368.064, wobei 181.920 Männer (49 %) und 186.142 (51 %) Frauen waren. Die Bevölkerungsdichte beträgt 231 Personen pro Quadratkilometer.

## Administrative Gliederung
Der Distrikt besteht aus zwei Grafschaften, dem Bbaale County und dem Ntenjeru County.

## Wirtschaft
Die Landwirtschaft ist die wichtigste Wirtschaftsquelle im Distrikt Kayunga. Etwa 90 % der Bevölkerung des Distrikts sind in der Landwirtschaft tätig. Kayunga praktiziert zwei Arten von Landwirtschaft, die Tierhaltung und den Ackerbau, welche in einer Subsistenzwirtschaft betrieben werden. Zu den angebauten Produkten zählen Vanille, Maracuja, Wassermelone, Hirse, Mais, Ananas, Matoke und Maniok.

## Bildung
Kayunga hat 157 staatlich geförderte Grundschulen und 50 private Grundschulen. Es hat auch 7 staatlich geförderte weiterführende Schulen.